# 馬爾塔河

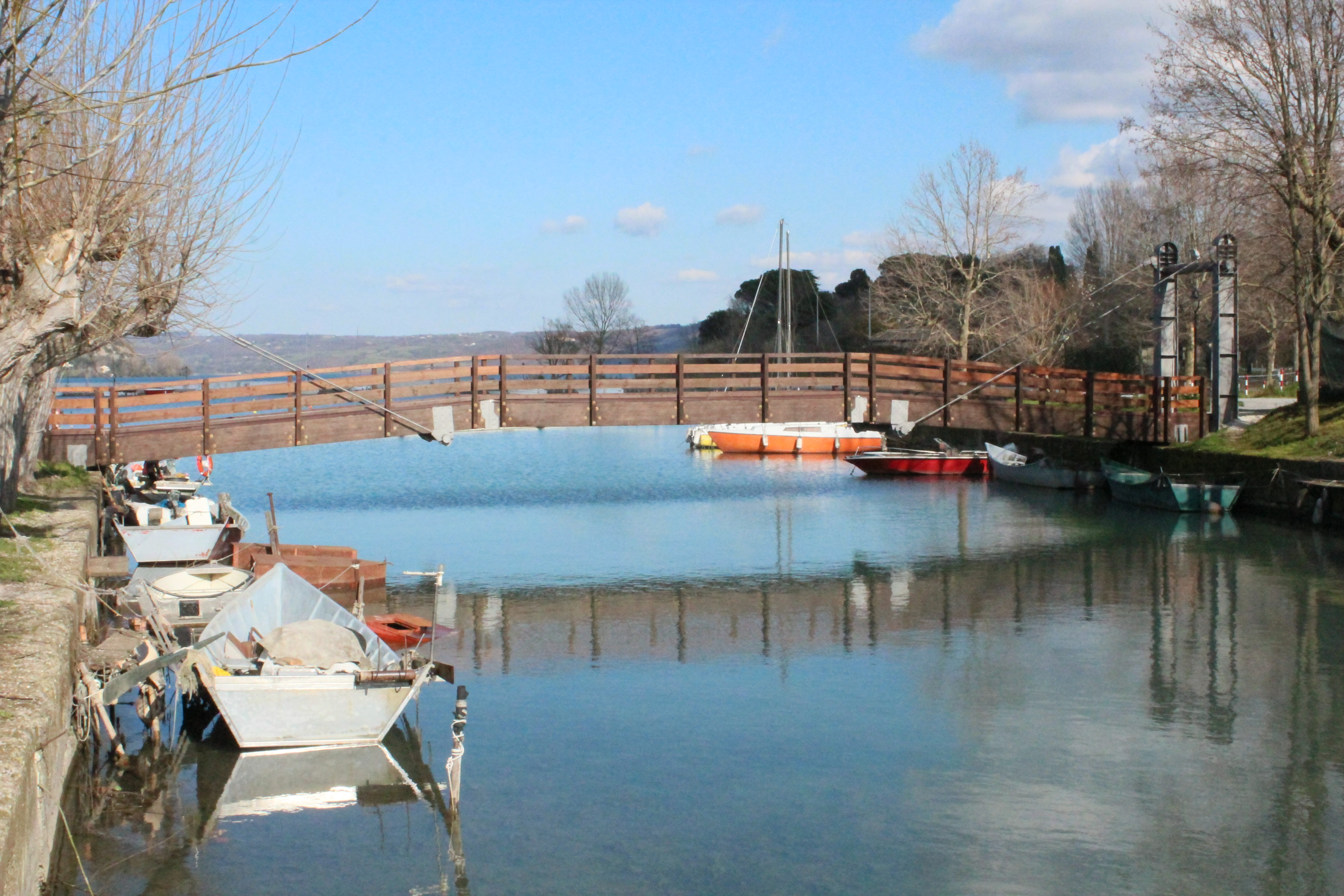
馬爾塔河

馬爾塔河（意大利語：Marta）是意大利的河流，河道全長54公里，平均流量每秒10立方米，發源自博賽納湖，流經圖斯卡尼亞，最終在塔爾奎尼亞注入提雷尼亞海。
42°14′N 11°42′E / 42.233°N 11.700°E